# Services à la personne en France
En France, les services à la personne regroupent les activités liées à l'assistance des personnes dans leurs tâches quotidiennes à leur domicile. Ils peuvent concerner les services à la famille (garde d'enfants, soutien scolaire, etc.), les services de la vie quotidienne (ménage, jardinage, etc.) ou les services aux personnes fragiles, personnes âgées, enfants de moins de trois ans, personnes handicapées, qui ont besoin d'une aide à la vie quotidienne. Le secteur des services à la personne est une qualification juridique française ouvrant droit à un crédit d'impôt et des exonérations de cotisations sociales.

## Historique
Dans les années 1950, les arts ménagers comprennent l'ensemble des techniques qui, dans le cadre du foyer familial, permettent de soutenir la vie physique et d'alimenter la vie intellectuelle. Les arts ménagers apparaissent comme un élément des sciences économiques avec la Production domestique et comme un élément des sciences biologiques et mentales.
Une série de lois ont permis d'accélérer l'évolution des métiers liés aux services à la personne. En 1991, sous le gouvernement Édith Cresson, une loi offre une réduction d'impôts de 50 % sur le salaire versé à une personne pour un service à domicile. En 1996, sous le second gouvernement Alain Juppé, une nouvelle loi autorise les entreprises à investir le secteur, en plus des employés indépendants et des associations. Depuis 2000, la TVA appliquée aux entreprises du secteur passe de 19,6 à 5,5 % pour les activités d'assistance aux personnes dépendantes (personnes âgées, personnes handicapées, enfants de moins de 3 ans).
L'expression « services à la personne » a été créée par la loi du 26 juillet 2005 n°2005-841, et intégrée dans l'article D.129-35 devenu article D.7231-1 du code du travail. Permettant une simplification des procédures administratives, les services à la personne ont une agence spécifique, l'agence nationale des services à la personne, elle a été dissoute par le décret du 2 juillet 2014 , un numéro de téléphone propre, le 39 39, et un régime fiscal et social particulier, comprenant des avantages sociaux et fiscaux et un mode de paiement particulier le chèque emploi service universel (CESU).
En 2021 les députés Bruno Bonnell et François Ruffin, au cours d'une mission parlementaire qu'ils ont mené, proposent plutot l'expression « métiers du lien » pour désigner ces professions. Le terme de services à la personne est trop lié selon eux à des politiques de l'emploi sans réflexion, et le terme de services à domicile cacherait le fait que beaucoup de ces activités se déroulent hors d'un domicile, et n'est pas en relation avec les caractéristiques du travail fourni. Dans ces domaines, selon eux, la compétence et le service s'articulent autour du lien, non du bien,.
Cette mission propose quatre métiers comme les plus représentatifs des enjeux des liens humains dans la société française : accompagnant des élèves en situation de handicap, nourrice, auxiliaire de vie sociale (également nommé « aide à domicile ») et animatrice du périscolaire (voir Accueil périscolaire). Ces métiers, selon les rapporteurs, n'ont pas vraiment de statuts ni de salaires, sont peu visibles et très précarisés, mais essentiels pour la construction de la société française. En 2021, le vieillissement de la population, la hausse du taux d'activité des femmes et l'augmentation de la fragmentation des familles induiront une forte croissance de ces métiers.
France Stratégie indique que le métier d'aide à domicile est celui qui a la plus forte croissance en France depuis 10 ans. Une projection sur 2030 prévoit que ce métier sera tenu à ce moment-là par 862 000 personnes, ce qui correspondra à 160 000 créations de poste. Si les conditions d'exercice de ce métier sont améliorées, ces professionnelles pourront atteindre le million. Tous les métiers du lien favoriseraient fortement la croissance économique générale s'ils étaient mieux construits. Ils déplacent la notion de modernité vers la relation humaine. Pour répondre à ces tensions, le gouvernement a annoncé qu'il allait promouvoir une réforme de l'immigration, de façon que beaucoup de femmes étrangères puissent exercer ces métiers. Mais, en l'état, cela revient à enfermer ces femmes dans une précarité durable. Ces métiers sont, en effet, fortement précarisés.

## Le marché
Le marché des services à la personne est réparti entre plusieurs acteurs :
- des employeurs particuliers ;
- des organismes spécialisés ;
- des personnes morales ;
- des entrepreneurs individuels ;
- le travail dissimulé[2].

Ce dernier, de par sa nature, est difficile à chiffrer. Les activités sont exercées selon plusieurs modes, l'emploi direct entre personnes (employeurs particuliers et salariés), le mode mandataire dans lequel un organisme assure la médiation (recrutement, diverses démarches administratives, [...]) pour le compte du particulier employeur et le mode prestataire dans lequel un organisme, personne morale ou entrepreneur individuel, intervient auprès d'un client dans le cadre d'une prestation de service, réalisée par le chef d'entreprise ou un de ses salariés.
Plusieurs rapports affirment que les services à la personne, surtout depuis les différentes lois en leur faveur, sont en hausse soutenue depuis plusieurs années, passant de 300 millions d'heures travaillées en 1994 à plus de 700 millions en 2006,. Il faut cependant prendre en compte que la palette de services pris en compte s'est étendue.
La répartition entre les différents acteurs est assez inégale, et en évolution constante. Ainsi, les particuliers employeurs de salariés indépendants représentaient en 1994 96 % des emplois déclarés du secteur, alors qu'en 2007, ils ne représentent que 74 %, même si le nombre d'heures travaillées a largement augmenté sur cette période. Les emplois restants se répartissent entre les associations de prestations et les entreprises. Ces dernières, bien que ne représentant qu'un faible pourcentage des prestations, sont en nette augmentation depuis ces dernières années, passant de 710 structures actives en 2004 à plus de 4 500 en 2007.

## La fiscalité du secteur
Le Plan Borloo a fixé le maintien de la TVA à 5,5 % pour les professionnels et, pour les particuliers, une réduction d’impôt sur le revenu de 50 % des sommes versées à un salarié à domicile.
Le sénateur centriste Joseph Kergueris présente en septembre 2010 un rapport pour le Sénat selon lequel les services à la personne ont coûté 16 milliards d'euros en 2010 contre 10 milliards en 2005.
À la suite de la loi de finances rectificative pour 2011 entrée en vigueur le 1er janvier 2012, la TVA à taux réduit passe de 5,5 à 7 %, sauf pour les services liés aux « gestes essentiels » de la vie quotidienne des personnes en situation de dépendance qui restent à 5,5 %. Par conséquent le secteur des services à la personne est aussi touché.
Depuis 2014, le taux de TVA réduit est passé à 10 % et certains services ne bénéficient plus de ce taux réduit, tels que le petit bricolage ou le petit jardinage.
En 2019, le gouvernement décide de supprimer l'exonération de cotisations sociales sur l'emploi à domicile dont bénéficiaient les personnes âgées de plus de 70 ans. Selon les données de la Fédération des particuliers-employeurs, 700.000 retraités seront concernés.

## Emplois
En 2009, 4 millions de foyers employaient des intervenants à domicile sous le statut particuliers-employeurs selon l'Agence nationale des services à la personne. 92 % des salariés des services à la personne sont des femmes et 74 % d'entre eux sont non diplômés ou ont un diplôme d'études secondaires sans baccalauréat.
En 2011, le poids économique du secteur s’élevait à 17,4 milliards d'euros et 1,82 milliard d'heures prestées. 1,2 million de personnes étaient dépendantes selon la Direction de la recherche, des études, de l'évaluation et des statistiques.
En 2012, deux millions de salariés âgés en moyenne de 46 ans sont employés dans ce secteur contre 600 000 en 1994.
Selon le Centre d'analyse stratégique (CAS), 660 à 825 000 emplois seront créés d'ici 2030. 25 000 associations, entreprises et établissements publics sont actuellement agréés contre 5 500 en 2006. Selon l'enquête réalisé par le CROCIS, 89 % des chefs d'entreprises de services à la personne déclarent rencontrer des difficultés de recrutement

## Pénibilité
En 2016, l'assurance-maladie recense dans le secteur de l'aide et des services à la personne 94,6 accident du travail pour 1 000 salariés, soit près du triple de la moyenne nationale. Le taux d'absentéisme est de 30 % plus important que dans l'ensemble du secteur de la santé.
Béatrice Belle, syndicaliste de la Confédération générale du travail (CGT), souligne qu'en ce qui concerne les aides à domiciles : « Nous avons des amplitudes horaires qui nous font travailler parfois 13 heures par jour, sept jours sur sept, notre employeur peut nous rappeler n’importe quand, même sur nos congés, pour remplacer au pied levé une collègue. Bien sûr, nous ne sommes rémunérées que sur nos interventions, et pas sur les trous entre deux visites. » En outre : « Le turnover est important car les conditions ne sont plus supportables, certaines intervenantes prennent plus de médicaments que les bénéficiaires qu’elles ont en charge ! Ce n’est pas une vie, mais de la survie. » Les aides à domiciles sont également confrontés au problème du coût des déplacements. D'après, Loïc Le Noc, chargé de la branche aide à domicile pour la CFDT : « Aujourd’hui, pour faire un kilomètre, on donne 35 centimes à chaque auxiliaire et ça c’est dans la meilleure des trois conventions. Mais le coût de revient du moindre véhicule est supérieur à 40 centimes. Donc elles s’appauvrissent littéralement à chaque kilomètre… À chaque fois que l’on a tenté de négocier une revalorisation de cette indemnité, les services du ministère nous ont dit niet. »

## Syndicalisme
Le taux de syndicalisation est très faible dans la profession d'aides à domicile. Parmi les raisons qui expliquent cette situation figurent les bas salaires, qui rendent difficile pour les aides à domicile d'en consacrer une part au militantisme syndical. D'après une déléguée de la CGT : « Lorsque j'explique à mes collègues que c'est 1 % du salaire mensuel, elles me répondent "tu as vu les salaires qu'on a ?" La plupart sont à temps partiel et n'ont plus rien à la fin du mois. Elles préfèrent consacrer 8 euros à nourrir leur famille plutôt qu'à un timbre syndical. » En outre les aides à domicile travaillent seuls, ce qui ne facilite pas l’investissement dans un mouvement collectif pour défendre des revendications.

## Liste des services
La liste de ces activités fait l'objet d'un décret. Le décret no 2016-750 du 6 juin 2016 fixe la liste des activités mentionnées à l’Article L. 7231-1code du travail.
Ces activités sont les suivantes :

### Services dits «de confort»
- Entretien de la maison et travaux ménagers ;
- Petits travaux de jardinage ;
- Prestations de petit bricolage, dites « hommes toutes mains » ;
- Garde d'enfant à domicile ;
- Soutien scolaire et cours à domicile ;
- Préparation de repas à domicile, y compris le temps passé aux commissions ;
- Gardiennage et surveillance temporaire, à domicile, de la résidence principale et secondaire ;
- Assistance administrative à domicile ;
- Collecte et livraison à domicile de linge repassé, à la condition que cette prestation soit comprise dans une offre de services incluant un ensemble d'activités effectuées à domicile.
- Prestation et service d'esthétique à domicile, dont la coiffure[25].

### Service d'aide à domicile à caractère social
- Assistance aux personnes âgées  qui ont besoin d'une aide personnelle du fait de leur dépendance, à l'exception d'actes de soins relevant d'actes médicaux ;
- L'allocation personnalisée d'autonomie - APA - Sert au financement de la dépendance elle est attribuée par le conseil général en fonction du niveau de dépendance -GIR- groupe iso-ressource elle est attribuée suivant le niveau de revenu. Les personnes âgées en maison de retraite ou en EHPAD peuvent en bénéficier elle sert à financer le budget Dépendance dans la convention tri- partie des établissements.

Les personnes âgées avec des revenus importants qui utilisent les services d'aide à domicile peuvent également déduire cette prestation en fonction de leur niveau de GIR.
- Assistance aux personnes handicapées, y compris les activités d'interprète en langue des signes, de technicien de l'écrit et de codeur en langage parlé complété. Le financement de l'aide relève de la compensation du handicap[26], celle-ci est attribuée sous condition du taux d'invalidité et du projet personnalisé par la Maison départementale des personnes handicapées (MDPH).
- Garde-malade, à l'exclusion des soins ; financement possible par les mutuelles santé et les assurances.

L'APA et La PCH peuvent financer en fonction du projet personnalisé :
- Aide à la mobilité et transports de personnes ayant des difficultés de déplacement lorsque cette activité est incluse dans une offre de services d'assistance à domicile ;
- Prestation de conduite du véhicule personnel des personnes dépendantes, du domicile au travail, sur le lieu de vacances, pour les démarches administratives, à la condition que cette prestation soit comprise dans une offre de services incluant un ensemble d'activités effectuées à domicile ;
- Accompagnement des personnes âgées ou handicapées en dehors de leur domicile (promenades, transports, actes de la vie courante), à condition que cette prestation soit comprise dans une offre de services incluant un ensemble d'activités effectuées à domicile ;
- Livraison de courses à domicile, à la condition que cette prestation soit comprise dans une offre de services comprenant un ensemble d'activités effectuées à domicile ;
- Livraison de repas à domicile, à la condition que cette prestation soit comprise dans une offre de services incluant un ensemble d'activités effectuées à domicile ;
- Assistance informatique et internet à domicile ;
- Soins et promenades d'animaux domestiques, pour les personnes dépendantes ;
- Soins d'esthétique et coiffure à domicile pour les personnes dépendantes ;
- Activités qui concourent directement et exclusivement à coordonner et délivrer les services à la personne et téléassistance.

### Prestation, mandat, autorisation, qualité
Les associations et les entreprises sont agréées en application de l'article L. 129-1, du code du travail.
L'ensemble des textes qui régissent le secteur sont disponibles sur le site de l'ANSP en particulier les articles L 129 et D 129 du code du travail et la loi du 25 juillet sur les services à la personne.
Statut possible de l'organisme auprès de la DDTE :
Les structures proposant des activités de services à la personne auprès de public fragile (personnes âgées, personnes en situation de handicap, enfants de moins de 3 ans) sont soumises à agrément délivré par le Préfet de département, l'instruction du dossier de demande d'agrément étant réalisée par la DIRECCTE.
Par ailleurs, les structures proposant des activités de services à la personne peuvent bénéficier des avantages fiscaux et sociaux dès lors qu'elles se sont déclarées auprès du Préfet de département, et plus précisément auprès des services de la DIRECCTE.
La déclaration ouvrant droit aux avantages fiscaux et sociaux n'est pas limitée dans le temps. L'agrément est délivré pour une période de 5 ans. Ces deux procédures sont distinctes.

## Les modes d'intervention

### Service prestataire
Le particulier est client d'une entreprise de service d'aide à domicile. Les intervenants sont salariés de l'entreprise de service et sont sélectionnés par ce dernier. Les opérateurs doivent obtenir leur droit d'exercer par le Président du Conseil Départemental.

### Service mandataire
L'entreprise mandataire gère le recrutement et la gestion administrative de l'aide à domicile pour le compte du particulier. C'est le particulier qui est l'employeur de son intervenant. Le mandataire doit disposer d'un agrément délivré par les services de l'Etat afin d'exercer.

### Emploi Direct
Le particulier gère seule l'ensemble des démarches liées au recrutement de l'aide à domicile et devra respecter les formalités liées à l'embauche.